# Arranjament morfosintàctic
L'alineament morfosintàctic és un terme que s'empra per descriure la forma en què es marquen els arguments de verbs transitius i intransitius a les oracions d'algunes llengües. Des d'aquesta visió, la majoria de les llengües es poden classificar bé com a nominatiu-acusatives o bé com ergativo-absolutives (un tercer tipus és l'alineament actiu-inactiu i alineaments mixts dels tipus anteriors).
Un exemple de llengua nominatiu-acusativa és el francès, mentre que el basc és una llengua ergativa-absolutiva. Les següents dues oracions il·lustren l'alineament d'ambdues:
(francès)
(1a) il est arrivé = '(ell) ha arribat'
(2a) il le voit = '(ell) ho veu'
(basc)
(1b) gizona etorri da = 'l'home ha arribat'
(2b) gizonak mutila ikusi du = 'l'home ha vist el noi'

## Alineaments bàsics
L'alineament morfosintàctic és un dels paràmetres tipològics més importants d'una llengua, ja que gairebé totes les altres àrees de la gramàtica es veuen afectades pel tipus d'alineament. L'alineament serveix per interpretar el paper temàtic de cadascun dels participants en una acció verbal (agent, pacient, tema, experimentador, etc.).
És d'acceptació general que existeixen tres tipus d'alineaments bàsics en les llengües del món. Per explicar els tres alineaments bàsics és comú introduir els següents tipus de participants:
- Subjecte intransitiu actiu (Sa) o únic participant d'una prediació interpretable com a agent.
- Subjecte intransitiu inactiu (So) o únic participant d'una prediació interpretable com a experimentador, experimentador o tema.
- Subjecte transitiu actiu (A), en una oració transitiva, el que resulta interpretable com a agent.
- Objecte directe inactiu (O), en una oració transitiva, el que resulta interpretable com a tema o pacient.

D'acord amb aquesta classificació dels participants, són freqüents els següents alineaments:
- Nominatiu-acusatiu, és el tipus d'alineament en què Sa, So i A són tractats de la mateixa manera (nominatiu) i O és tractat diferentment (acusatiu). De les llengües amb cas morfològic explícit, entorn del 55% de les llengües tenen aquest tipus d'alineament.
- Ergatiu-absolutiu, és el tipus d'alineament on Sa, So i O són tractats de la mateixa manera (absolutiu) i A és tractat diferent (ergatiu). De les llengües amb cas morfològic explícit, el 35% tenen aquest tipus d'alineament.
- Actiu-inactiu, és el tipus d'alineament on Sa i A tenen el mateix tipus de tractament (actiu) i So i O tenen tractament inactiu. Aquest tipus d'alineament apareix entorn del 5% de les llengües amb cas explícit.
- Tripartit, en el qual S, A i O reben una marca diferent cadascun d'ells, per la qual cosa existeixen tres marques en lloc de dos com en els tres sistemes anteriors. Aquest tipus d'alineament apareix entorn del 5% de les llengües amb cas explícit.

Aquest alineament pot ser expressat mitjançant procediments varis, com adposicions o partícules, afixos verbals, ordre dels constituents, entonació o una combinació d'aquests procediments.

## Exemples

### Llengües nominatiu-acusatives
El náhuatl és un exemple de llengua nominatiu-acusativa que té la possibilitat de marcar tant el verb com l'agent i com el pacient d'una acció, quan apareixen dos intervinents. Les formes intransitivas del verb itta 'veure' són:
| 1ª singular        | 2ª singular   | 3ª singular   | 1ª plural   | 2ª plural      | 3ª plural     |               |
| ------------------ | ------------- | ------------- | ----------- | -------------- | ------------- | ------------- |
| forma intransitiva | niitta' veig' | tiitta' veus' | Øitta 'veu' | tiittah'veiem' | amittah'véis' | Øittah'veuen' |

L'alineament nominatiu-acusatiu de les llengües s'aprecia quan es comparen les formes anteriors amb les formes transitives amb dos participants: agent (blau) i pacient o tema (vermell):
| 1ª singular | 2ª singular           | 3ª singular          | 1ª plural                       | 2ª plural             | 3ª plural              |                                         |
| ----------- | --------------------- | -------------------- | ------------------------------- | --------------------- | ---------------------- | --------------------------------------- |
| 1ª singular | ninoitta 'em veig'    | tinechitta 'em veus' | Ønechitta'em veu'               | annechittah'em véis'  | Ønechittah'em veuen'   |                                         |
| 2ª singular | nimitzitta 'et veig'  | timoitta 'et veus'   | Ømitzitta'et veu'               | timitzittah'et veiem' | Ømitzittah'et veuen'   |                                         |
| 3ª singular | nikiitta 'ho veig'    | tikiitta'ho veus'    | moitta 'es veu'Økiitta 'ho veu' | tikiittah'ho veiem'   | ankiittah'el véis'     | Økiittah'ho veuen'                      |
| 1ª plural   | titechitta 'ens veus' | Øtechitta'ens veu'   | titoittah'ens veiem             | antechittah'ens véis' | Øtechittah'ens veuen'  |                                         |
| 2ª plural   | namechitta 'us veig'  | Øamechitta'us veu'   | tamechittah'us veiem'           | ammoittah'us véis     | Øamechittah'ens veuen' |                                         |
| 3ª plural   | nikimitta 'els veig'  | tikimitta 'els veus' | 'Økimitta'els veu'              | tikimittah'els veiem' | ankimittah'els véis'   | moittah 'es veuen'Økimittah 'els veuen' |

Els morfemes en verd indiquen que es tracta d'una forma reflexiva.

### Llengües ergatiu-absolutives
El basc és una llengua consistentment ergativa que marca el pacient i l'agent en la forma verbal conjugada (generalment, l'auxiliar * ukan 'haver-hi' o hissen 'ser'). La següent taula mostra la conjugació de present del verb ikusi mitjançant el verb auxiliar; totes les formes tenen la forma:
ikusten + AUXILIAR
En la següent taula s'han inclòs tant les formes formals o de respecte en la segona persona (fr.) com les informals de masculí (m. inf.) i femení (f. in.).
| 1ª singular | 2ª singular                                                                    | 3ª singular                                                                 | 1ª plural                                           | 2ª plural                                            | 3ª plural                |                           |
| ----------- | ------------------------------------------------------------------------------ | --------------------------------------------------------------------------- | --------------------------------------------------- | ---------------------------------------------------- | ------------------------ | ------------------------- |
| 1ª singular | ikusten nauk (m.in.') ikusten naun (f.in.) ikusten nauzu (fr.)'em veus '       | ikusten nauØ'em veu'                                                        | ikusten nauzue'em véis                              | ikusten naute'em veuen                               |                          |                           |
| 2ª singular | ikusten haut (in.') ikusten zaitut (fr.)'et veig                               | ikusten hauØ (in.) ikusten zaituØ (fr.)'et veu'                             | ikusten haugu (in.') ikusten zaitugu (fr.)'et veiem | ikusten haute (in.') ikusten zaituzte (fr.)'et veuen |                          |                           |
| 3ª singular | ikusten dut'ho veig                                                            | ikusten duk (m.in.)ikusten dun (f.in.' ') ikusten duzu (fr.)'ho veus        | ikusten duØ'ho veu'                                 | ikusten dugu'ho veiem                                | ikusten duzue'el véis    | ikusten dute'ho veuen     |
| 1ª plural   | ikusten gaituk (m.in.)ikusten gaitun (f.in.' ') ikusten gaituzu (fr.)'ens veus | ikusten gaituØ'ens veu'                                                     | ikusten gaituzue'ens véis                           | ikusten gaituzte'ens veuen                           |                          |                           |
| 2ª plural   | ikusten zaituztet'us veig                                                      | ikusten zaituzteØ'us veu                                                    | ikusten zaituztegu'us veiem                         | ikusten zaituztete'us veuen                          |                          |                           |
| 3ª plural   | ikusten ditut'els veig                                                         | ikusten dituk (m.in.)ikusten ditun (f.in.' ') ikusten dituzu (fr.)'els veus | ikusten dituØ'els veu'                              | ikusten ditugu'els veiem                             | ikusten dituzue'els véis | ikusten dituzte'els veuen |

El caràcter ergativo de la llengua apareix clar quan es compara l'anterior amb les formes intransitives amb un sol participant (en aquest cas l'auxiliar serà hissen):
| 1ª singular        | 2ª singular        | 3ª singular                                | 1ª plural          | 2ª plural           | 3ª plural            |                     |
| ------------------ | ------------------ | ------------------------------------------ | ------------------ | ------------------- | -------------------- | ------------------- |
| forma intransitiva | igo naiz'he pujat' | igo haiz (inf.) igo zara (for.)'has pujat' | igo dona'ha pujat' | igo gara'hem pujat' | igo zarete'heu pujat | igo dira'han pujat' |

### Llengües mixtes
Un altre grup de llengües no són consistentment ergativas o consistentment acusatives, sinó que, depenen de certs factors (normalment una jerarquia de animacitat), usen un marcatge nominatiu-acusatiu en uns casos i ergatiu-absolutiu en uns altres. Aquest fenomen es coneix com a ergativitat escindida. Les formes intransitivas del verb 'mirar' són:
| 1ª singular        | 2ª singular      | 3ª singular       | 1ª dual/plural | 2ª dual/plural                | 3ª dual/plural                       |                 |
| ------------------ | ---------------- | ----------------- | -------------- | ----------------------------- | ------------------------------------ | --------------- |
| forma intransitiva | lelin'vaig mirar | leliymi'vas mirar | leliy'va mirar | leliyu (d)leliiñ (pl)'mirem ' | leliymu (d)leliymün (pl)'vau mirar ' | leliy'van mirar |

L'alineament mixt de les llengües s'aprecia en una de les formes transitives amb dos participants: agent (blau) i pacient o tema (vermell):
| 1ª singular | 2ª singular             | 3ª singular              | 1ª dual                                      | 2ª dual                   | 3ª dual                               | 1ª plural                                     | 2ª plural                             | 3ª plural               |                                               |
| ----------- | ----------------------- | ------------------------ | -------------------------------------------- | ------------------------- | ------------------------------------- | --------------------------------------------- | ------------------------------------- | ----------------------- | --------------------------------------------- |
| 1ª singular | leliwün'em vaig mirar   | lelien'em vas mirar      | lelieneo'em va mirar                         | lelimun'em vau mirar      | lelieneo'em van mirar' '              | lelimun'em vau mirar                          | lelieneo'em van mirar' '              |                         |                                               |
| 2ª singular | lelieyu'et vaig mirar   | leliwimi'et vas mirar    | *lelieymimeo*lelieymeo'et va mirar '         | leliwiñ'et mirem          | *lelieymimeo*lelieymeo'et van mirar ' | leliwiñ'et mirem                              | *lelieymimeo*lelieymeo'et van mirar ' |                         |                                               |
| 3ª singular | lelifin'ho vaig mirar   | lelifimi'ho vas mirar    | lelifiy (dir.') lelieyeo(inv.)'ho va mirar   | lelifiyu'ho mirem         | lelifimu'ho vau mirar                 | lelifiy (dir.') lelieyeo (inv.)'ho van mirar  | lelifiiñ'ho mirem                     | lelifimün'ho vau mirar  | lelifiy (dir.') lelieyeo (inv.)'ho van mirar  |
| 1ª dual     | lelimuyu 'ens vas mirar | lelieyumeo'ens va mirar  | leliwiyu'ens mirem                           | lelimuyu'ens vau mirar    | lelieyumeo'ens van mirar              | lelimuyu'ens vau mirar                        | lelieyumeo'ens van mirar              |                         |                                               |
| 2ª dual     | leliwiñ'us vaig mirar   | lelieymumeo'us va mirar  | leliwiñ'us mirem                             | leliwimu'us vau mirar     | lelieymumeo'us van mirar              | leliwiñ'us mirem                              | lelieymumeo'us van mirar              |                         |                                               |
| 3ª dual     | lelifin'els vaig mirar  | lelifimi'els vas mirar   | lelifiy (dir.') lelieyeo (inv.)'els va mirar | lelifiyu'els mirem        | lelifimu'els vau mirar                | lelifiy (dir.') lelieyeo (inv.)'els van mirar | lelifiiñ'els mirem                    | lelifimün'els vau mirar | lelifiy (dir.') lelieyeo (inv.)'els van mirar |
| 1ª plural   | lelimuiñ 'ens vas mirar | lelieiñmeo'ens va mirar  | lelimuiñ'ens vau mirar                       | lelieiñmeo'ens van mirar  | leliwiiñ'ens mirem                    | lelimuiñ'ens vau mirar                        | lelieiñmeo'ens van mirar              |                         |                                               |
| 2ª plural   | leliwiñ'us vaig mirar   | lelieymünmeo'us va mirar | leliwiñ'us mirem                             | lelieymünmeo'us van mirar | leliwiñ'us mirem                      | leliwimün'us vau mirar                        | lelieymünmeo'us van mirar             |                         |                                               |
| 3ª plural   | lelifin'els vaig mirar  | lelifimi'els vas mirar   | lelifiy (dir.') lelieyeo (inv.)'els va mirar | lelifiyu'els mirem        | lelifimu'els vau mirar                | lelifiy (dir.') lelieyeo (inv.)'els van mirar | lelifiiñ'els mirem                    | lelifimün'els vau mirar | lelifiy (dir.') lelieyeo (inv.)'els van mirar |